# Johann Gottfried Sillig
Johann Gottfried Sillig (* 13. August 1734 in Waldheim; † 22. Mai 1792 in Döbeln) war ein deutscher evangelischer Geistlicher.

## Leben
Johann Gottfried Sillig wurde als Sohn des Johann Ehrenfried Sillig (1696–1764), Diakon in Waldheim, geboren.
Er besuchte die örtliche Stadtschule sowie die Fürstenschule Meissen, im Anschluss studierte er sechs Jahre lang Theologie an der Universität Leipzig und hörte Vorlesungen bei Johann August Ernesti und Christian August Crusius. Nach dem Studium wollte er ursprünglich Hochschullehrer an der Universität Leipzig werden, erhielt dann jedoch 1762 einen Ruf als Diakon nach Döbeln.
1771 kam es zu zwei großen Überschwemmungen in Sachsen, von denen nahezu alle Flüsse betroffen waren. Dadurch wurden zahlreiche Obst- und Waldbestände schwer beschädigt und es kam zu einer Hungersnot. Johann Gottfried Sillig hielt am zehnten Sonntag nach Trinitatis 1772 eine Predigt und ging hierbei auf die Zerstörung Jerusalems ein und ermahnte die Kirchengemeinde, in der er die Behauptung vortrug, das alle diejenigen, die durch die Hungersnot an ihrer Gesundheit gelitten oder das Leben verloren hätten, sehr große Sünder gewesen seien, denn die Frommen ständen unter dem Schutz Gottes und allgemeine Landplagen würden in der Bibel stets für die Strafen der Sünder ausgegeben; hierbei unterschied er die Sünder in drei Klassen: einige wären von jeher fromm und tugendhaft gewesen, andere wären durch das Unglück gebessert worden und noch andere aber blieben Sünder und diese werde daher noch mehr Elend treffen. Einige Zeit darauf erfuhr er, dass die Predigt sehr unterschiedlich aufgefasst wurde und dass sie viele Verdrehungen und Missdeutungen erfuhr. Deshalb entschloss er sich, diese Predigt unter dem Titel Drey wichtige Fragen an die Christen seiner Zeit. Eine Predigt, am 10ten Sonntag nach Trin. zu Döbeln gehalten. Diese Veröffentlichung der Predigt führte unter anderem zu einem heftigen theologischen Streit. Es entstand ein intensiver Schriftverkehr mit seinem Superintendenten Johann Carl Friedrich von Brause und mehreren Theologen sowie mit dem damaligen Stadtschreiber Johann Heinrich Wolf aus Roßwein, der ihn juristisch widerlegen wollte und eine Streitschrift herausgab unter dem Titel Johann Heinrich Wolfs, Stadtschreiber zu Roßwein, gründliche Untersuchung und nötige Widerlegung, der vom Hr. M. Joh. Gottfried Silligen, Diakon zu Döbeln, unter denen im Druck erschienen drey höchst wichtigen Fragen an die Christen seiner Zeit, und an seine Gemeinde insonderheit, aufgeworfen, und wider die heilige Schrift mit Ja, mithin übel beantworteten ersten Frage: Sind alle diejenigen, welchen bey der bisherigen Therung und Hungersnot die Angesichtet verfallen, und die Leiber verschmachtet, sehr große Sünder gewesen? sowie eine des Magisters Johann Ehrenfried Wagner in Marienberg und drei Schriften des Magisters Gotthelf Friedrich Oesfeld. Die widerstreitende Diskussion verlief ohne weitere Konsequenzen.
Er hatte im Jahr 1770 einen Briefwechsel mit Karl Friedrich Bahrdt, dem er einen Beitrag schrieb für seine Vorschläge zur Aufklärung und Berichtigung des Lehrbegriffs unserer Kirche. Allerdings vertrat er eine andere Einstellung zur Erziehung als Karl Friedrich Bahrdt und hinzu kam, dass er sich durch die Lehrer des Philanthropinum, dessen Direktor Karl Friedrich Bahrdt zu diesem Zeitpunkt war, wegen seiner Übersetzung des Matthäus, die er herausgegeben hatte, herabgesetzt fühlte, so dass er den Schriftverkehr 1773 wieder einstellte. Seinen eigenen Hauptgrundsatz über Erziehung stellte er in der Schrift mit folgendem Titel dar: Ueber ein allgemeines, für alle Nationen brauchbares MIttel, gleich von den ersten Jahren seines Lebens an Menschen absolut gehorsam und tugendhaft zu erziehen. Ein Dreyhellers-Pfennig eines Vaters von sieben Kindern zum heutigen Educationswesen. Er empfiehlt darin, das Kinder bereits frühzeitig gezüchtigt werden sollten und unterscheidet träge und schläfrige Kinder, die nur dann gezüchtigt zu werden brauchten, wenn sie etwas lernen sollten; mittelmäßige Kinder müssen aber bereits früher durch Zucht in Respekt gehalten werden und „feurige und sehr lebhafte Kinder“ solle man, noch ehe das erste Jahr vorbei sei, die gehörige Strenge gegen sie gebrauchen. „Junge Menschen, die ihren Verstand noch nicht brauchen könnten, müssten als Thiere behandelt werden“. Nach dieser Methode erzog er auch seine eigenen Kinder, „… wenn andere Leute anfangen, ihre Kinder zu züchtigen und zu schlagen, so bin ich fertig“. Für die schulische Vorausbildung hatte er Lehmann, später Pfarrer in Schlöben bei Jena angestellt.
In einer zweiten verfassten Schrift empfiehlt er, dass jedes Land und jede Provinz eine eigene Schule gründen sollte, bei der eine militärische Einrichtung, eine allgemeine Schulklasse, eine eigene Schulmethode mit Abänderungen, wenn es die Umstände erfordern, gleiches Recht aller Untertanen von jedem Stand zur Erziehung beizutragen und der Staat solle entscheiden, zu was die Kinder ausgebildet werden.
Weiteren Schriftverkehr unterhielt er unter anderem mit Johann Caspar Lavater, mit dem er zwölf Jahre schriftlich verkehrte und Johann Bernhard Basedow.
1780 war er in seinen Predigten in seiner Ausdrucksweise immer platter und härter geworden und verwendete bis dahin mehr Sätze aus der prophetisch-apokalyptischen Theologie in seinen Vorträgen, wodurch er zwar die Bauern für sich einnahm, jedoch die höheren Stände gegen sich aufbrachte. Im Sommer 1790 kam es in der Gegend von Döbeln zu Unruhen und Aufständen unter den Bauern gegen die Gutsbesitzer; die Bauern beriefen sich hierbei auf die Autorität von Johann Gottfried Sillig, der sich so ausdrückte, als ob die Aufstände das von ihm verkündete Strafgericht Gottes seien. Hierauf wurde er im Juni 1790 auf eine anonyme Anklage hin suspendiert. Er hatte vermutlich in einer Predigt von der Gleichheit der Menschen vor Gott gesprochen und davon, „… das Gott dem Grafen wie dem Schinder einen Stuhl setzt“. Vermutlich war ein Gutsbesitzer hierbei anwesend und bezog die Predigt auf sich, allerdings war Sillig dessen Anwesenheit nicht bewusst. Er wurde zu seinem Superintendenten Johann Carl Friedrich von Brause nach Oschatz gerufen, der ihm die Suspendierung eröffnete. Hiergegen legte Johann Gottfried Sillig Einspruch beim Kurfürsten Friedrich August I. ein; dies hatte zur Folge, dass er am 3. September 1790 vor das Oberkonsistorium nach Dresden gerufen und noch am gleichen Tag verhört wurde. Er beteuerte hierbei seine Unschuld, dass er das Volk zu Unruhen gereizt habe. Weiterhin wurde ihm der Vorwurf gemacht, dass er sich im öffentlichen Vortrag als Prophet bezeichnet habe, diesen Vorwurf gestand er ein, hatte er es doch nicht für strafbar gehalten, prophetische Aussichten aus dem Alten und dem Neuen Testament aufzuzeigen und sich hierbei einen Namen zu geben. Daraufhin wurde ihm eröffnet, dass er sich bis zu einer Entscheidung in Dresden aufhalten müsse. Weil er bei einem Verwandten aufgenommen wurde, der für ihn bürgte, verzichtete man auf eine Bewachung. In der Folgezeit führte der Superintendent Zeugenverhöre durch und befragte Geistliche, Schuldiener und andere, die aussagten, dass Johann Gottfried Sillig in der Vergangenheit zum Gehorsam gegen die Obrigkeit ermahnt habe. Nun trat aber der Rat von Döbeln als Kläger auf und zeigte nachgeschriebene Predigten vor, die von Kandidaten aufgezeichnet worden waren, aus denen verschiedene Scheingründe gezogen wurden. Der Rat aus Döbeln wurde durch die Untersuchungskommission, die aus dem Kirchenrat und Superintendenten Johann August Heinrich Tittmann und dem Ober-Amtmann Nake bestand, aufgefordert, die Aussagen zu beschwören. Johann Gottfried Sillig, der hierbei anwesend war, nutzte nicht die Gelegenheit, die einzelnen Aussagen zu erläutern, sondern ließ sie vielmehr gelten, außerdem forderte er auch keinen seiner Zeugen zu weiteren Aussagen auf. Über diese Ermittlungen vergingen zehn Monate, die er durchgängig in Dresden verbringen musste. Nach der vorliegenden Aktenlage sprach der Schöppenstuhl zu Leipzig sein Urteil, dass Johann Gottfried Sillig nicht mehr in sein geistliches Amt zurückkehren dürfe, die Kosten des Prozesses zu tragen habe und mit drei Monaten Gefängnis bestraft werde. Johann Gottfried Sille stellte ein Gnadengesuch beim Kurfürsten und fügte hierzu die beeideten Aussagen seiner Zeugen, die für ihn sprachen, bei. Hierauf folgte im April 1792 das Endurteil, in dem der Kurfürst festlegte, dass Johann Gottfried Sillig nicht mehr in sein Diakonat zurückkehren dürfe, ihm aber eine jährliche Pension von 400 Reichstalern gewährt werde; in seinem Amt hatte er 500 Reichstaler jährlich erhalten. Nach anderthalb Jahren konnte er wieder nach Hause zurückkehren, war allerdings schwer an einer Nervenkrankheit erkrankt, bei der sich sein Verstand verwirrte und er oft die Sprache verlor; er überlebte das Urteil um etwa vier Wochen.
Johann Gottfried Sillig war seit 1762 verheiratet und hatte vierzehn Kinder, von denen bereits elf in der Kindheit verstarben. Einer seiner älteren Söhne verstarb 1795 auf der Universität Leipzig und ein weiterer Sohn war 1797 als Hofmeister in Freiberg angestellt.

## Werke
- Triga regularum criticarum, quae multis V. T. locis varie vellicatis prodesse posse videntur. Leipzig 1762.
- Warum mangelt es bey dem täglichen Wachsthum der Wissenschaften gleichwohl noch so sehr an guten Predigern? Quibusdam fomnia. Juven. Leipzig bey Hilscher 1771.
- Zuverlässiger Briefwechsel über die merkwürdige Geschichten eines zweyten Josephs, in der Person des Sächsischen Amerikaners, welcher bisher in Döbeln gewesen ist. Vier Stücke. Amsterdam 1772.
- Das neue Testament, Luthers Uebersetzung unbeschadet, zum täglichen Gebrauche für unstudierte Christen aller Art durch aus verständlich aufs neue übersetzt. Matthaeus. Leipzig 1772.
- Das neue Testament, Luthers Uebersetzung unbeschadet, zum täglichen Gebrauche für unstudierte Christen aller Art durch aus verständlich aufs neue übersetzt. Markus. Leipzig 1778.
- Ueber ein allgemeines, für alle Nationen brauchbares MIttel, gleich von den ersten Jahren seines Lebens an Mensch absolut gehorsam und tugendhaft zu erziehen. Ein Dreyhellers-Pfennig eines Vaters von sieben Kindern zum heutigen Educationswesen. Frankfurt und Leipzig 1781.
- Das neue Testament, Luthers Uebersetzung unbeschadet, zum täglichen Gebrauche für unstudierte Christen aller Art durch aus verständlich aufs neue übersetzt. Lucas. Leipzig 1781.
- Erziehung, ganz allein Sache des Staats, exceptis excipiendis, sonst wird nichts draus. Als Pendant zum Universalmittel des absoluten Kindergehorsams für alle Nationen; oder: noch Ein Dreyhellerspfennig eines Vaters von sieben Kindern zum heutigen Educationswesen. Frankfurt und Leipzig 1782.
- So dachte und schrieb Wilhelmine Sillig in ihrem 16ten und letzten Lebensjahr. Leipzig und Dessau 1783.
- Das neue Testament, Luthers Uebersetzung unbeschadet, zum täglichen Gebrauche für unstudierte Christen aller Art durch aus verständlich aufs neue übersetzt. Johannes. Leipzig 1786.